# Oxytropis middendorffii
Oxytropis middendorffii är en ärtväxtart som beskrevs av Ernst Rudolf von Trautvetter. Oxytropis middendorffii ingår i släktet klovedlar, och familjen ärtväxter.

## Underarter
Arten delas in i följande underarter:
- O. m. anadyrensis
- O. m. coerulescens
- O. m. jarovoji
- O. m. orulganica
- O. m. schmidtii
- O. m. submiddendorffii
- O. m. trautvetteri